# ژرژ دیون-کاواناگ
ژرژ دیون-کاواناگ (فرانسوی: Georges Dillon-Kavanagh‎; ۱۴ فوریهٔ ۱۸۷۳ – ۴ اوت ۱۹۴۴) شمشیرباز اهل فرانسه بود.
وی در مسابقات کشوری و بین‌المللی در مجموع برندهٔ ۲ مدال طلا، ۱ مدال نقره شده‌است.